# دوریان پین
دوریان پین (زاده ۶ ژانویه ۲۰۰۴) یک راننده اتومبیل رانی اهل فرانسه است او همچنین بخشی از برنامه تیم تمام زن آیرون دیمز و تیم جوانان مرسدس است. او در حال حاضر در آکادمی فرمول یک همراه با تیم پریما ریسینگ و در مسابقات قهرمانی فرمول منطقه ای اروپا با ایرون دیمز مسابقه می‌دهد.
برجسته‌ترین دستاورد او عبارتند از: عنوان قهرمانی سال ۲۰۲۲ در مسابقات فراری چلنج اروپا، برد کلاس در مسابقه ۲۴ ساعته اسپا در سال ۲۰۲۲، و پیروزی در چندین مسابقه در مسابقات فرمول ۴.

## اوایل حرفه

### کارتینگ
پین در سال ۲۰۱۶ و با شروع کارتینگ در ۹ سالگی وارد رقابت در مسابقات قهرمانی کشور شد. او برای سه سال در این مسابقات حضور داشت و به ترتیب در رده نوجوانان دهم و پنجم شد و سپس در سال ۲۰۱۹ در رده زنان قهرمان این مسابقات شد.

### لمانز کاپ
این راننده فرانسوی با پیشرفت به رقابت تمام وقت در سال ۲۰۲۱، به کلاس جی‌تی۳ در مسابقات لمانز کاپ رفت و در کنار سارا بووی و مانوئلا گستنر برای تیم آیرون دیمز رانندگی کرد. او در این مسابقات پنج سکو به دست آورد و در رده‌بندی نهایی رانندگان پنجم شد.

### فرمول ۳
پین در نوامبر ۲۰۲۱ در کنار راننده تیم آیرون دیمز مایا ووگ، و رانندگان سری مسابقات زنان نریا مارتی و ایرینا سیدورکووا برای یک تست یک روزه در مسابقات فرمول ۳ انتخاب شد.

### فراری چلنج و سری مسابقات لمانز اروپایی

#### ۲۰۲۱
در سال ۲۰۲۱، پین اولین حضور خود را در مسابقات فراری چلنج اروپا در کلاس حرفه ای انجام داد و در پایان فصل در پیست موجلو در رده ششم قرار گرفت.

#### ۲۰۲۲

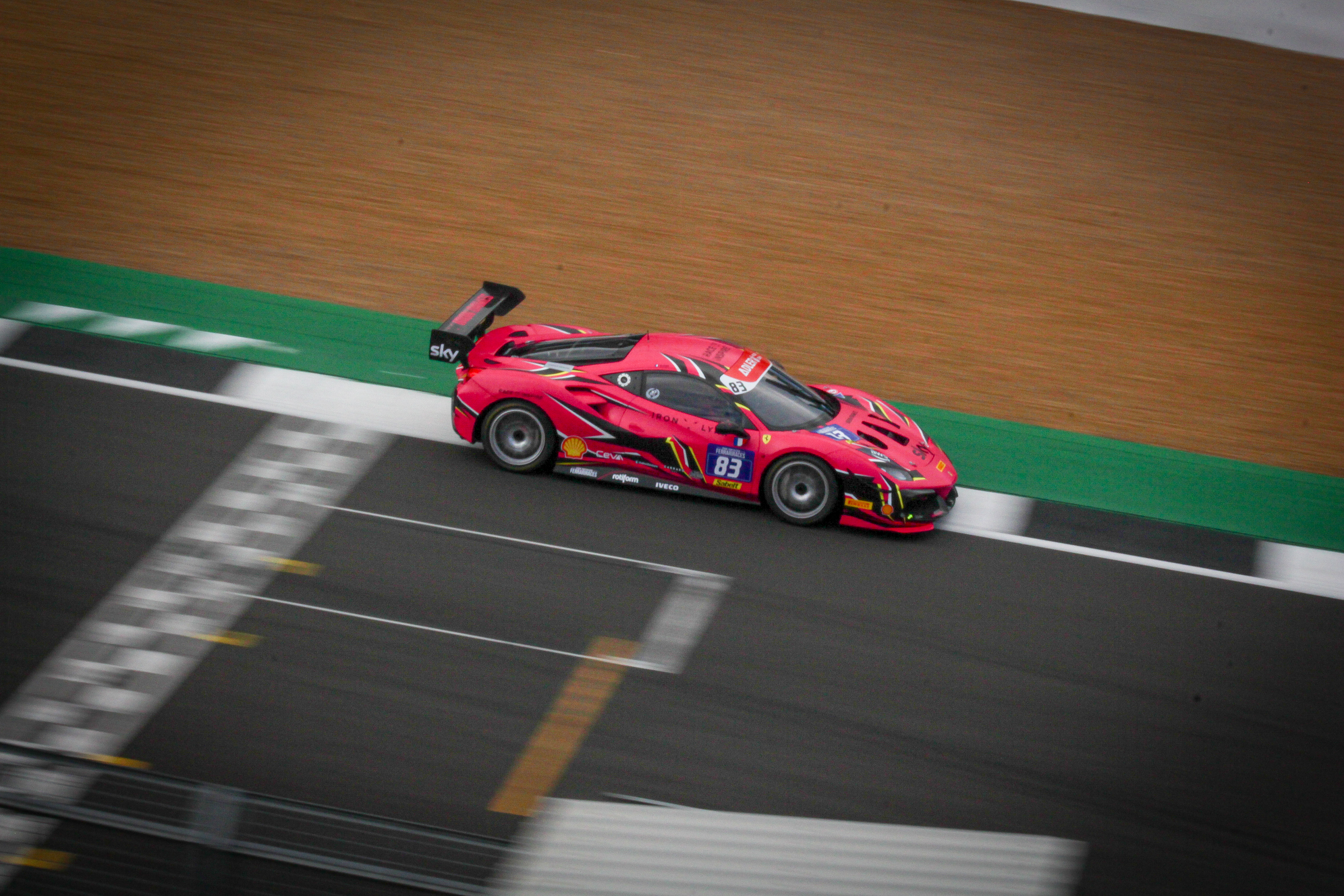
دوریان پین در حال رانندگی با خودرو فراری ۴۸۸ جی‌تی‌ای در مسابقات فراری چلنج اروپا فصل ۲۰۲۲

در فصل دوم حضور خود در مسابقات فراری چلنج به تیم آیرون لینکس رفت و تبدیل به یک راننده تمام وقت در این مسابقات شد. 

پین در این فصل عملکرد خوبی از خود نشان داد و در ۹
از ۱۴ مسابقه فصل به پیروزی رسید.
او همچنین ده پول پوزیشن و در ۱۱ مسابقه سریعترین دور مسابقه را به ثبت رساند. 

او در مسابقه مانده به آخر عنوان قهرمانی فصل مسابقات فراری چلنج را از آن خود کرد.

### سری مسابقات لمانز اروپایی
پس از سومین مسابقه از سری مسابقات لمانز اروپایی پین جایگزین راحل فری در ترکیب تمام زنانه تیم آیرون دیمز شد و تا پایان فصل در این تیم باقی ماند. 

علیرغم کنار کشیدن زودهنگام در مسابقه بارسلونا، دوریان پین و تیم آیرون دیمز توانست در مسابقه اسپا-فرانکورشان به مقام دومی برسند. دوریان پین در این مسابقه سریعترین دور مسابقه را نیز به ثبت رساند.

آخرین مسابقه فصل در پیست آلگارو پرتغال برگزار شد
جایی که پوریان پین و هم تیمی‌های او با شروع از خط اول مسابقه در این مسابقه به پیروزی رسیدند تا اولین پیروزی خود در این مسابقات را جشن بگیرند.

## نتایج مسابقات

### نتایج کلی مسابقات لمانز کاپ
(کلید) (مسابقه‌های به صورت پررنگ نشان دهنده کسب پل پوزیشن است) (مسابقه با حروف مورب نشان دهنده کسب سریع‌ترین دور مسابقه است)
| سال  | ورودی      | کلاس  | ۱           | ۲        | ۳       | ۴       | ۵       | ۶      | ۷         | رتبه | امتیاز |
| ---- | ---------- | ----- | ----------- | -------- | ------- | ------- | ------- | ------ | --------- | ---- | ------ |
| ۲۰۲۱ | آیرون دیمز | جی‌تی۳ | بارسلون DNS | ریکارد ۲ | مونزا ۲ | لمانز ۲ | لمانز ۳ | اسپا ۳ | پرتغال ب. | ۵    | ۶۷     |

### نتایج کلی مسابقات جهانی استقامتی
(کلید) (مسابقه‌های به صورت پررنگ نشان دهنده کسب پل پوزیشن است) (مسابقه با حروف مورب نشان دهنده کسب سریع‌ترین دور مسابقه است)
* فصل هنوز در حال انجام است.

### ۲۴ ساعته لمانز
(کلید) (مسابقه‌های به صورت پررنگ نشان دهنده کسب پل پوزیشن است) (مسابقه با حروف مورب نشان دهنده کسب سریع‌ترین دور مسابقه است)
| سال  | تیم          | هم تیمی                    | خودرو           | کلاس    | دور‌ها | Pos. | Class Pos. |
| ---- | ------------ | -------------------------- | --------------- | ------- | ----- | ---- | ---------- |
| ۲۰۲۳ | پریما ریسینگ | میرکو بورتولوتی دنیل کویات | اورکا ۰۷-گیبسون | ال‌ام‌پی۲ | ۱۱۳   | ب.   | ب.         |

### اسپا ۲۴ ساعته
(کلید) (مسابقه‌های به صورت پررنگ نشان دهنده کسب پل پوزیشن است) (مسابقه با حروف مورب نشان دهنده کسب سریع‌ترین دور مسابقه است)
| سال  | تیم        | هم تیمی                       | خودرو                                | کلاس      | Laps | Pos. | Class Pos. |
| ---- | ---------- | ----------------------------- | ------------------------------------ | --------- | ---- | ---- | ---------- |
| ۲۰۲۲ | آیرون دیمز | سارا بووی راحل فری میشل گتینگ | فراری ۴۸۸ جی‌تی۳ ایوو ۲۰۲۰            | کاپ طلایی | ۵۳۱  | ۱۸ام | اول        |
| ۲۰۲۳ | آیرون دیمز | سارا بووی راحل فری میشل گتینگ | لامبورگینی اوراکان جی‌تی۳ ایوو ۲ ۲۰۲۳ | کاپ برنزی | ۱۵۱  | ب.   | ب.         |

### نتایج کلی مسابقات لمانز اروپایی
(کلید) (مسابقه‌های به صورت پررنگ نشان دهنده کسب پل پوزیشن است) (مسابقه با حروف مورب نشان دهنده کسب سریع‌ترین دور مسابقه است)